# Coscinia hospitali
Coscinia hospitali là một loài bướm đêm thuộc phân họ Arctiinae, họ Erebidae.